# Temporada 1995-96 de los Atlanta Hawks
La temporada 1995-96 fue la vigesimoctava de los Atlanta Hawks en la NBA en su ubicación de Atlanta, la cuadragésimo séptima en la liga y la quincuagésima desde su fundación. La temporada regular acabó con 46 victorias y 36 derrotas, ocupando el sexto puesto de la Conferencia Este, clasificándose para los playoffs, en los que cayeron en semifinales de conferencia ante los Orlando Magic.

## Elecciones en elDraft
| Ronda | Puesto | Jugador        | Posición  | Nacionalidad   | Universidad |
| ----- | ------ | -------------- | --------- | -------------- | ----------- |
| 1     | 16     | Alan Henderson | Ala-Pívot | Estados Unidos | Indiana     |
| 2     | 42     | Donnie Boyce   | Escolta   | Estados Unidos | Colorado    |
| 2     | 45     | Troy Brown     | Ala-Pívot | Estados Unidos | Providence  |

## Temporada regular
| División Central      | División Central | División Central | División Central | División Central | División Central | División Central | División Central | División Central |
| Equipo                | G                | P                | %                | PD               | Casa             | Fuera            | Div              |                  |
| --------------------- | ---------------- | ---------------- | ---------------- | ---------------- | ---------------- | ---------------- | ---------------- | ---------------- |
| y-Chicago Bulls       | 72               | 10               | .878             | –                | 39–2             | 33–8             | 24–4             |                  |
| x-Indiana Pacers      | 52               | 30               | .634             | 20.0             | 32–9             | 20–21            | 19–9             |                  |
| x-Cleveland Cavaliers | 47               | 35               | .573             | 25.0             | 26–15            | 21–20            | 13–15            |                  |
| x-Atlanta Hawks       | 46               | 36               | .561             | 26.0             | 26–15            | 20–21            | 15–13            |                  |
| x-Detroit Pistons     | 46               | 36               | .561             | 26.0             | 30–11            | 16–25            | 15–13            |                  |
| Charlotte Hornets     | 41               | 41               | .500             | 31.0             | 25–16            | 16–25            | 13–15            |                  |
| Milwaukee Bucks       | 25               | 57               | .305             | 47.0             | 14–27            | 11–30            | 8–20             |                  |
| Toronto Raptors       | 21               | 61               | .256             | 51.0             | 15–26            | 6–35             | 5–23             |                  |

## Playoffs

### Primera ronda
Indiana Pacers vs. Atlanta Hawks
| Fecha       | Partido                              | Ciudad  |
| ----------- | ------------------------------------ | ------- |
| 25 de abril | Indiana Pacers 80, Atlanta Hawks 92  | Indiana |
| 27 de abril | Indiana Pacers 102, Atlanta Hawks 94 | Indiana |
| 29 de abril | Atlanta Hawks 90, Indiana Pacers 83  | Atlanta |
| 2 de mayo   | Atlanta Hawks 75, Indiana Pacers 83  | Atlanta |
| 5 de mayo   | Indiana Pacers 87, Atlanta Hawks 89  | Indiana |
|             | Atlanta Hawks gana las series 3-2    |         |

### Semifinales de Conferencia
Orlando Magic  vs. Atlanta Hawks
| Fecha      | Partido                              | Ciudad  |
| ---------- | ------------------------------------ | ------- |
| 8 de mayo  | Orlando Magic 117, Atlanta Hawks 105 | Orlando |
| 10 de mayo | Orlando Magic 120, Atlanta Hawks 94  | Orlando |
| 12 de mayo | Atlanta Hawks 96, Orlando Magic 103  | Atlanta |
| 13 de mayo | Atlanta Hawks 104, Orlando Magic 99  | Atlanta |
| 15 de mayo | Orlando Magic 96, Atlanta Hawks 88   | Orlando |
|            | Orlando Magic gana las series 4-1    |         |

## Estadísticas

### Temporada regular
| Rk | Jugador            | Edad | P  | PT | MP   | TC  | TCI  | %TC  | T3  | T3I | %T3  | TL  | TLI | %TL  | RO  | RD  | RT  | AS  | RB  | TAP | BP  | FP  | PTS  |
| -- | ------------------ | ---- | -- | -- | ---- | --- | ---- | ---- | --- | --- | ---- | --- | --- | ---- | --- | --- | --- | --- | --- | --- | --- | --- | ---- |
| 1  | Grant Long         | 29   | 82 | 82 | 36.7 | 4.8 | 10.2 | .471 | 0.4 | 1.0 | .360 | 3.1 | 4.1 | .763 | 3.0 | 6.6 | 9.6 | 2.2 | 1.3 | 0.4 | 1.9 | 2.8 | 13.1 |
| 2  | Mookie Blaylock    | 28   | 81 | 81 | 35.7 | 5.6 | 13.9 | .405 | 2.9 | 7.7 | .371 | 1.6 | 2.1 | .747 | 1.4 | 2.7 | 4.1 | 5.9 | 2.6 | 0.2 | 2.3 | 1.9 | 15.7 |
| 3  | Steve Smith        | 26   | 80 | 80 | 35.7 | 6.2 | 14.3 | .432 | 1.8 | 5.3 | .331 | 4.0 | 4.8 | .826 | 1.6 | 2.5 | 4.1 | 2.8 | 0.9 | 0.2 | 1.9 | 2.6 | 18.1 |
| 4  | Andrew Lang        | 29   | 51 | 51 | 35.6 | 5.5 | 12.1 | .454 | 0.0 | 0.1 | .000 | 1.9 | 2.3 | .805 | 2.2 | 4.4 | 6.5 | 1.2 | 0.7 | 1.7 | 1.8 | 3.5 | 12.9 |
| 5  | Christian Laettner | 26   | 30 | 27 | 32.6 | 5.3 | 10.8 | .489 | 0.0 | 0.3 | .000 | 3.6 | 4.3 | .823 | 2.9 | 5.0 | 7.9 | 2.3 | 1.0 | 0.9 | 2.5 | 4.0 | 14.2 |
| 6  | Stacey Augmon      | 27   | 77 | 49 | 29.8 | 4.7 | 9.6  | .491 | 0.0 | 0.1 | .250 | 3.3 | 4.1 | .792 | 1.8 | 2.2 | 3.9 | 1.8 | 1.4 | 0.4 | 1.8 | 2.4 | 12.7 |
| 7  | Ken Norman         | 31   | 34 | 28 | 22.6 | 3.7 | 8.0  | .465 | 1.0 | 2.5 | .393 | 0.5 | 1.4 | .354 | 1.2 | 2.7 | 3.9 | 1.9 | 0.4 | 0.5 | 1.4 | 2.0 | 8.9  |
| 8  | Craig Ehlo         | 34   | 79 | 8  | 22.3 | 3.2 | 7.5  | .428 | 1.0 | 2.8 | .371 | 1.0 | 1.3 | .786 | 0.8 | 2.4 | 3.2 | 1.7 | 1.1 | 0.1 | 1.3 | 1.7 | 8.5  |
| 9  | Alan Henderson     | 23   | 79 | 4  | 17.9 | 2.4 | 5.5  | .442 | 0.0 | 0.0 | .000 | 1.5 | 2.5 | .595 | 2.1 | 2.4 | 4.5 | 0.6 | 0.6 | 0.5 | 1.1 | 2.7 | 6.4  |
| 10 | Spud Webb          | 32   | 51 | 0  | 16.0 | 2.0 | 4.4  | .468 | 0.4 | 1.1 | .316 | 1.5 | 1.7 | .851 | 0.4 | 0.8 | 1.2 | 2.7 | 0.5 | 0.0 | 1.0 | 1.3 | 5.9  |
| 11 | Sean Rooks         | 26   | 16 | 0  | 13.4 | 2.0 | 3.6  | .552 | 0.0 | 0.1 | .000 | 1.8 | 2.7 | .674 | 1.3 | 1.9 | 3.2 | 0.6 | 0.3 | 0.9 | 1.9 | 2.2 | 5.8  |
| 12 | Reggie Jordan      | 28   | 24 | 0  | 10.3 | 1.5 | 3.0  | .507 | 0.0 | 0.0 |      | 0.9 | 1.6 | .579 | 1.0 | 1.2 | 2.2 | 1.2 | 0.5 | 0.3 | 0.8 | 1.3 | 3.9  |
| 13 | Matt Bullard       | 28   | 46 | 0  | 10.0 | 1.4 | 3.5  | .407 | 0.6 | 1.6 | .361 | 0.3 | 0.4 | .800 | 0.4 | 0.9 | 1.3 | 0.4 | 0.4 | 0.2 | 0.5 | 1.1 | 3.8  |
| 14 | Donnie Boyce       | 22   | 8  | 0  | 5.1  | 1.1 | 2.9  | .391 | 0.5 | 1.0 | .500 | 0.3 | 0.5 | .500 | 0.6 | 0.6 | 1.3 | 0.4 | 0.4 | 0.1 | 0.8 | 0.3 | 3.0  |
| 15 | Todd Mundt         | 25   | 24 | 0  | 4.9  | 0.5 | 1.3  | .406 | 0.0 | 0.0 |      | 0.2 | 0.3 | .625 | 0.4 | 0.6 | 1.0 | 0.1 | 0.0 | 0.2 | 0.1 | 1.0 | 1.3  |
| 16 | Ron Grandison      | 31   | 4  | 0  | 4.8  | 0.5 | 1.0  | .500 | 0.0 | 0.3 | .000 | 0.0 | 0.0 |      | 0.3 | 1.3 | 1.5 | 0.3 | 0.0 | 0.0 | 0.0 | 0.0 | 1.0  |
| 17 | Tim Kempton        | 32   | 3  | 0  | 3.7  | 0.0 | 0.0  |      | 0.0 | 0.0 |      | 0.0 | 0.0 |      | 0.0 | 0.7 | 0.7 | 0.3 | 0.0 | 0.0 | 0.3 | 1.7 | 0.0  |
| 18 | Howard Nathan      | 24   | 5  | 0  | 3.0  | 1.0 | 1.8  | .556 | 0.0 | 0.2 | .000 | 0.6 | 0.8 | .750 | 0.0 | 0.0 | 0.0 | 0.4 | 0.6 | 0.0 | 1.6 | 0.4 | 2.6  |

### Playoffs
| Rk | Jugador            | Edad | P  | PT | MP   | TC  | TCI  | %TC  | T3  | T3I | %T3  | TL  | TLI | %TL  | RO  | RD  | RT  | AS  | RB  | TAP | BP  | FP  | PTS  |
| -- | ------------------ | ---- | -- | -- | ---- | --- | ---- | ---- | --- | --- | ---- | --- | --- | ---- | --- | --- | --- | --- | --- | --- | --- | --- | ---- |
| 1  | Mookie Blaylock    | 28   | 10 | 10 | 42.6 | 6.1 | 14.5 | .421 | 3.3 | 8.4 | .393 | 1.6 | 2.4 | .667 | 1.3 | 3.0 | 4.3 | 6.4 | 2.2 | 0.8 | 2.9 | 1.5 | 17.1 |
| 2  | Steve Smith        | 26   | 10 | 10 | 42.1 | 7.5 | 17.1 | .439 | 2.5 | 6.1 | .410 | 4.2 | 5.2 | .808 | 1.5 | 2.6 | 4.1 | 3.2 | 1.3 | 1.3 | 1.6 | 3.1 | 21.7 |
| 3  | Grant Long         | 29   | 10 | 10 | 36.2 | 4.4 | 11.1 | .396 | 0.6 | 2.4 | .250 | 2.0 | 2.5 | .800 | 3.0 | 5.6 | 8.6 | 2.8 | 0.7 | 0.3 | 1.9 | 2.7 | 11.4 |
| 4  | Christian Laettner | 26   | 10 | 10 | 33.4 | 5.9 | 12.2 | .484 | 0.1 | 0.3 | .333 | 3.8 | 5.4 | .704 | 2.7 | 4.2 | 6.9 | 1.5 | 1.2 | 1.0 | 2.1 | 4.1 | 15.7 |
| 5  | Stacey Augmon      | 27   | 10 | 10 | 31.4 | 3.5 | 7.2  | .486 | 0.0 | 0.1 | .000 | 3.3 | 4.0 | .825 | 0.9 | 2.7 | 3.6 | 2.7 | 1.1 | 0.6 | 1.7 | 2.6 | 10.3 |
| 6  | Craig Ehlo         | 34   | 9  | 0  | 19.0 | 1.3 | 4.6  | .293 | 0.8 | 2.6 | .304 | 0.6 | 0.8 | .714 | 0.1 | 1.9 | 2.0 | 1.0 | 1.0 | 0.2 | 1.0 | 1.6 | 4.0  |
| 7  | Alan Henderson     | 23   | 10 | 0  | 14.5 | 2.3 | 4.0  | .575 | 0.0 | 0.0 |      | 0.7 | 1.0 | .700 | 1.7 | 1.0 | 2.7 | 0.7 | 0.1 | 0.4 | 0.9 | 2.0 | 5.3  |
| 8  | Sean Rooks         | 26   | 10 | 0  | 14.0 | 1.6 | 2.8  | .571 | 0.0 | 0.0 |      | 1.3 | 2.1 | .619 | 1.3 | 1.4 | 2.7 | 0.7 | 0.4 | 0.4 | 0.9 | 3.5 | 4.5  |
| 9  | Matt Bullard       | 28   | 4  | 0  | 12.8 | 1.0 | 3.0  | .333 | 1.0 | 2.0 | .500 | 0.5 | 1.0 | .500 | 0.0 | 1.5 | 1.5 | 0.0 | 0.0 | 0.5 | 0.5 | 1.5 | 3.5  |
| 10 | Reggie Jordan      | 28   | 10 | 0  | 5.9  | 0.7 | 1.3  | .538 | 0.0 | 0.0 |      | 0.3 | 0.7 | .429 | 0.1 | 0.5 | 0.6 | 0.9 | 0.5 | 0.1 | 0.3 | 0.7 | 1.7  |
| 11 | Donnie Boyce       | 22   | 1  | 0  | 2.0  | 0.0 | 2.0  | .000 | 0.0 | 2.0 | .000 | 0.0 | 0.0 |      | 0.0 | 0.0 | 0.0 | 0.0 | 0.0 | 0.0 | 0.0 | 0.0 | 0.0  |

## Galardones y récords
| Jugador/Entrenador | Galardón                               |
| Mookie Blaylock    | 2.º Mejor quinteto defensivo de la NBA |